# Jacques-Marie-Adrien-Césaire Mathieu
Jacques-Marie-Adrien-Césaire Mathieu (Paris, 20 de janeiro de 1796 - Besançon, 9 de julho de 1875) foi um cardeal do século XIX.

## Biografia
Nasceu em Paris em 20 de janeiro de 1796. Filho de Antoine Mathieu (1760-1828), nascido em Marselha, mas de uma família de comerciantes estabelecidos em Gênova e Livorno, que se estabeleceu em Lyon, e Etiennette Hugonne Montalan (1757-1835), de uma família de comerciantes de seda em Lyon , em que o marido foi trabalhar. Seus pais se estabeleceram em Paris em 1789, onde seu pai trabalhava como agente de negócios.
Advogado desde abril de 1817, trabalhou como empregado de um solicitador e administrou as propriedades da família Montmorency nas Landes até entrar no seminário.
Estudou no Seminário Saint-Sulpice, Paris, a partir de 1819.
Ordenado em 1º de junho de 1822. Depois de ordenado, foi cônego honorário de Notre Dame de Paris em 1822. Foi imediatamente nomeado secretário de Charles-Louis Salmon de Chatellier, bispo de Evreux. Nomeado superior do Seminário de Evreux com o título de vigário geral. Cônego titular de Paris, agosto de 1828. Diretor da Congregação, março de 1828, e dirigiu a Sociedade de Bons Estudos, a ela vinculada. Foi pároco da Madeleine, em abril de 1831, que nessa altura ainda não tinha construído a igreja, e foi alojado na igreja da Assunção, depois de ter sido nomeado vigário geral (honorário) de Paris e promotor do Gabinete Jurídico da Arquidiocese de Paris em 1829.
Eleito bispo de Langres, em 17 de dezembro de 1832. Sagrado, em 10 de fevereiro de 1833, na Igreja Carmelita, rue de Vaugirard. Paris, por Hyacinthe-Louis de Quélen, arcebispo de Paris, auxiliado por Marie-Joseph de Prilly, bispo de Châlos, e por Romain Gallard, bispo de Meaux. Promovido à sé metropolitana de Besançon, em 30 de setembro de 1834. Assistente do Trono Pontifício, em 14 de fevereiro de 1843.
Criado cardeal sacerdote no consistório de 30 de setembro de 1850; recebeu gorro vermelho e título de S. Silvestro in Capite, 18 de março de 1852. Participou do Concílio Vaticano I, 1869-1870; opôs-se à definição dogmática de infalibilidade papal, mas assim que foi aprovada pelo concílio, apoiou-a sem reservas.
Morreu em Besançon em 9 de julho de 1875. Exposto e enterrado na catedral metropolitana de Besançon.